# Острови Кука на Олімпійських іграх
Острови Кука брали участь у семи літніх Олімпійських іграх. Дебютувавши на Іграх у Сеулі у 1988 році, спортсмени цієї країни з тих пір не пропустили жодної літньої Олімпіади.
Всього на літніх Олімпійських іграх країну представляли 29 спортсменів 19 чоловіків і 10 жінок, що брали участь у змаганнях з боксу, легкої атлетики, вітрильного спорту, веслування на байдарках і каное, плавання та важкої атлетики. Найбільша делегація представляла країну на останніх для неї Олімпійських іграх 2012 року (8 осіб).
У зимових Олімпійських іграх спортсмени з островів Кука участі не брали. Острови Кука ніколи не завойовували олімпійських медалей.
Спортивний та національний олімпійський комітет Островів Кука було створено у 1986 році й у тому ж році визнано МОК.

## Кількість учасників на літніх Олімпійських іграх
| Вид спорту                      | 1988  | 1992 | 1996  | 2000  | 2004  | 2008  | 2012  | 2016  | Всього  |
| ------------------------------- | ----- | ---- | ----- | ----- | ----- | ----- | ----- | ----- | ------- |
| Бокс                            | 3     |      |       |       |       |       |       |       | 3       |
| Легка атлетика                  | 2 (1) | 1    | 1     | 1     | 2 (1) | 2 (1) | 2 (1) | 1 (1) | 12 (5)  |
| Веслування на байдарках і каное |       |      |       |       |       |       | 2 (1) | 1 (1) | 3 (2)   |
| Вітрильний спорт                |       |      | 1 (1) | 1 (1) |       |       | 1 (1) | 1 (1) | 4 (4)   |
| Плавання                        |       |      |       |       |       | 1     | 2 (1) | 1 (1) | 4 (2)   |
| Важка атлетика                  | 2     | 1    | 1     |       | 1     | 1     | 1 (1) | 0 (1) | 7 (2)   |
| Всього спортсменів              | 7 (1) | 2    | 3 (1) | 2 (1) | 3 (1) | 4 (1) | 8 (5) | 4 (5) | 33 (15) |

- У дужках наведено кількість жінок у складі збірної